# Copidosoma chilense
Copidosoma chilense is een vliesvleugelig insect uit de familie Encyrtidae. De wetenschappelijke naam is voor het eerst geldig gepubliceerd in 1921 door Brèthes.